# Kimi Meguro
 (juillet 2023).
La mise en forme du texte ne suit pas les recommandations de Wikipédia : il faut le « wikifier ».
Les points d'amélioration suivants sont les cas les plus fréquents. Le détail des points à revoir est peut-être précisé sur la page de discussion.
- Les titres sont pré-formatés par le logiciel. Ils ne sont ni en capitales, ni en gras.
- Le texte ne doit pas être écrit en capitales (les noms de famille non plus), ni en gras, ni en italique, ni en « petit »…
- Le gras n'est utilisé que pour surligner le titre de l'article dans l'introduction, une seule fois.
- L'italique est rarement utilisé : mots en langue étrangère, titres d'œuvres, noms de bateaux, etc.
- Les citations ne sont pas en italique mais en corps de texte normal. Elles sont entourées par des guillemets français : « et ».
- Les listes à puces sont à éviter, des paragraphes rédigés étant largement préférés. Les tableaux sont à réserver à la présentation de données structurées (résultats, etc.).
- Les appels de note de bas de page (petits chiffres en exposant, introduits par l'outil «  Source ») sont à placer entre la fin de phrase et le point final[comme ça].
- Les liens internes (vers d'autres articles de Wikipédia) sont à choisir avec parcimonie. Créez des liens vers des articles approfondissant le sujet. Les termes génériques sans rapport avec le sujet sont à éviter, ainsi que les répétitions de liens vers un même terme.
- Les liens externes sont à placer uniquement dans une section « Liens externes », à la fin de l'article. Ces liens sont à choisir avec parcimonie suivant les règles définies. Si un lien sert de source à l'article, son insertion dans le texte est à faire par les notes de bas de page.
- La présentation des références doit suivre les conventions bibliographiques. Il est recommandé d'utiliser les modèles {{Ouvrage}}, {{Chapitre}}, {{Article}}, {{Lien web}} et/ou {{Bibliographie}}. Le mode d'édition visuel peut mettre en forme automatiquement les références.
- Insérer une infobox (cadre d'informations à droite) n'est pas obligatoire pour parachever la mise en page.

Pour une aide détaillée, merci de consulter Aide:Wikification.
Si vous pensez que ces points ont été résolus, vous pouvez retirer ce bandeau et améliorer la mise en forme d'un autre article.
Kimi Meguro (Préfecture de Fukushima, le Japon) est un réalisateur et un artiste contemporain. Il a travaillé dans l'École supérieure du film et audiovisuels de la Catalogne et en 2022 a travaillé comme consultant pour la Triennale d'Echigo-Tsumari.

## Biographie
Il est diplômé des cours du Uzbek Film Production Lab, de l'école de cinéma de Tachkent et de l'atelier d'acteur d'Eleven Arts Inc., et il est diplômé du Colegio Maravillas à Malaga.
Depuis 2011, il a travaillé avec diverses agences d'acteurs en Asie, Amérique du Sud, Europe et Amérique du Nord.
En 2021, son court-métrage NOH Men a été projeté dans des festivals d'art internationaux tels que la 13e division de Nouvelle Génération du Festival International du film de Tachkent et le 17e Festival d'Art Digital d'Athènes. Il réalise principalement des courts et moyen-métrage tels que Les villages et COVID-19 X en coproduction internationale.

Ex-Union Soviétique. Aussi connu sous le nom de Festival du film de Tachkent, il a été coorganisé avec le Festival international du film de Moscou ou Festival international du film de Karlovy Vary de 1968 à 1997. (Festival International de Cinéma de l'Asie, l'Afrique et l'Amérique Latine, 13e édition en 2021)

## Filmographie
Directeur (Festivals sélectifs)
- 2008 : Déserteur
  - Projeté au Arthouse Tollywood Cinema, Tokyo.

- 2021: NOH Men
  - Kimi a représenté le Japon au Tashkent Film Festival Lab, proposé par la Fédération internationale des associations des producteurs de films (FIAPF)[4].
  - Finaliste du 21 Islands International Short Film Fest[5], États-Unis.
  - Plateforme de streaming de films Dokuso Theater[6], Japon.

- 2021 : COVID-19 X
  - GZDoc[7] et 22e Conférence internationale chinoise des producteurs scientifiques et éducatifs, Chine.
  - 13e Festival international du cinéma pathologique, 3e prix de la section moyen-métrage[8], Italie.
  - DokuBaku, Azerbaïdjan.

- 2022 : Les villages (Pueblo, The Return to Dreams[9], 回帰)
  - 22e Festival national du film de Guaíba/RS (accrédité par le 51e Festival du film de Gramado), Brésil.
  - Festival du film d'art/expérimental ONED, Chine et France.
  - IMDb 1ère place, Popularity Meter of Short Film (mai, juin et juillet 2023)[10], Ouzbékistan.
  - Student World Impact Film Festival, Prix du quart de finaliste (parmi 13,868 films de 120 pays)[11], États-Unis.

Participation en des laboratoires
- 16e Festival Angaelica, avec le soutien de Slamdance.
- 20e Cinemadamare, En la Biennale de Venise (annulée, en raison du COVID-19), l'Italie.

Volontaires
- Festival International de Cinéma de Toronto, le Canada.
- École primaire, Rouen, la France.
- Présentateur en première d'un film qu'il a agi, dans l'Aéroport International de Tokyo, le Japon.

Acteur
- Asian Film Festival of Dallas. (Par le film japonais Reset)